# Partito Democratico Italiano di Unità Monarchica
Il Partito Democratico Italiano di Unità Monarchica (PDIUM) è stato un partito politico italiano, fondato l'11 aprile 1959 in seguito alla riunificazione dei due partiti d'ispirazione monarchica allora presenti in Parlamento, che s'erano divisi circa cinque anni prima: il Partito Nazionale Monarchico (PNM) di Alfredo Covelli e il Partito Monarchico Popolare (PMP) di Achille Lauro.
Il nuovo partito prese dapprima la denominazione di Partito Democratico Italiano (PDI), per poi modificarla il 7 marzo 1961 in quella di Partito Democratico Italiano di Unità Monarchica (PDIUM). Nel 1972 confluì nel Movimento Sociale Italiano, che contestualmente cambiò nome in Movimento Sociale Italiano - Destra Nazionale, sancendo di fatto la scomparsa dei monarchici come forza politica autonoma.

## Storia

### La scissione del PMP
La scissione all'interno dello storico Partito Nazionale Monarchico era avvenuta il 2 giugno 1954, per iniziativa di Achille Lauro, che aveva fondato il Partito Monarchico Popolare. La scissione era stata causata dall'atteggiamento di Lauro, maggiormente favorevole a un accordo con i partiti di governo. Alle elezioni politiche del 1958 il PMP aveva ottenuto, alla Camera, il 2,63%, contro il 2,23% del PNM (con una perdita, rispetto ai voti ottenuti dai monarchici nel 1953, prima della scissione, dell'1,99%), mentre al Senato il PMP aveva sfiorato il 3%, contro il 2,16% del PNM (meno 1,87% rispetto a quanto ottenuto cinque anni prima).
Il 27 febbraio 1959 gli esponenti di entrambi i movimenti monarchici avevano sostenuto, col voto di fiducia, il governo Segni II, monocolore democristiano, che aveva ottenuto il voto favorevole anche dei liberali e dei missini.

### La riunificazione

Achille Lauro, a sinistra, e Alfredo Covelli, capi dei due movimenti monarchici che dettero vita al PDI, poi PDIUM.

Il 26 marzo il PMN dette incarico ad Alfredo Covelli di partecipare alle trattative per l'unificazione dei due movimenti monarchici. Il giorno seguente anche il Consiglio nazionale del PMP dette pieno mandato ad Achille Lauro di trattare la riunificazione col PNM. Lauro giustificò quest'iniziativa con la volontà dei monarchici di condizionare maggiormente la politica della DC.
L'11 aprile fu annunciata la riunificazione tra il PMP e il PNM, al termine di una riunione tenuta presso il gruppo parlamentare del PNM alla Camera dei deputati. Alla riunione parteciparono i capi dei due movimenti, Achille Lauro del PMP e Alfredo Covelli del PNM,  oltre a tre commissari per ciascun partito: Raffaele Cafiero, Gaetano Fiorentino e Nicola Sansanelli per il PMP, Antonino Cuttitta, Emilio Patrissi e Alberigo Lenza per il PNM.
Al termine della riunione fu anche annunciato il nome del nuovo soggetto politico, Partito Democratico Italiano (PDI): tale denominazione fu preferita a Partito Monarchico Italiano e a Partito Nazionale Popolare. La scelta cadde sul nome che vari movimenti d'ispirazione monarchica e conservatrice si erano dati all'indomani della Liberazione, fondendosi in un solo partito. Tale scelta fu criticata dal vicepresidente del gruppo alla Camera del PNM, Giorgio Bardanzellu, per l'assenza di qualsiasi riferimento alla monarchia. Si decise anche che il simbolo del nuovo partito sarebbe stato la stella e corona, tradizionale per i monarchici nazionali.
Il nuovo movimento disponeva di 24 deputati (13 del PMP e 11 del PNM) e 7 senatori (5 del PMP e 2 del PNM). Si creò una direzione composta dagli esponenti presenti alla riunione decisiva, che avrebbe retto il partito fino al primo congresso, da tenersi entro la fine del 1959. Achille Lauro fu nominato presidente del nuovo gruppo alla Camera, mentre Alfredo Covelli fu posto a capo della commissione che guidò il partito fino al congresso. Al nuovo gruppo aderì anche un esponente proveniente dall'MSI, Nicola Foschini, mentre ne uscirono Roberto Cantalupo, Antonio Cremisini e Roberto Lucifero d'Aprigliano.
Con la riunificazione tra i due tronconi monarchici venne a cadere anche il patto d'unità d'azione che legava il PNM con il Movimento Sociale Italiano.
L'esordio elettorale avvenne alle regionali siciliane del giugno 1959. Il PDI ottenne il 4,7%, con 3 seggi all'Assemblea Regionale Siciliana, con un forte arretramento rispetto alle elezioni del 1955, in cui i due partiti monarchici, presentatisi separati, avevano ottenuto complessivamente il 12,7% e 9 seggi. Il calo elettorale, nonostante i monarchici fossero in maggioranza nel governo milazzista, fu spiegato con la presenza dell'Unione Siciliana Cristiano-Sociale, ritenuta il principale bacino d'attrazione dei voti monarchici. D'altra parte, alle amministrative il PDI si alleò in qualche comune col Movimento Sociale, e nelle comunali di Bari conquistò il 22,6% e 14 seggi, risultando così il secondo partito dopo la Democrazia Cristiana.

### L'avvicinamento all'area di governo e l'appoggio a Tambroni e Fanfani
A marzo del 1960 l'esponente democristiano Fernando Tambroni ricevette l'incarico di formare un governo per sostituire quello guidato da Antonio Segni, appena dimessosi. L'obiettivo politico era quello di superare l'emergenza attraverso un "governo provvisorio", in grado di consentire lo svolgimento delle XVII Olimpiadi a Roma e di approvare il bilancio dello Stato.
Il governo, composto solo di membri della Democrazia Cristiana, ottenne la fiducia alla Camera grazie ai voti, oltre che della DC, anche del Movimento Sociale Italiano e di quattro monarchici, fuorusciti del PDI. La circostanza causò le dimissioni irrevocabili e immediate dei tre ministri appartenenti alla sinistra della DC: Giorgio Bo, Giulio Pastore e Fiorentino Sullo. L'11 aprile, per esplicito invito del suo stesso partito, Tambroni rassegnò le dimissioni e il Presidente della repubblica Giovanni Gronchi assegnò l'incarico ad Amintore Fanfani. Questi, tuttavia, dovette rinunciare e il presidente Gronchi, anziché cercare una soluzione diversa, invitò Tambroni a presentarsi al Senato per completare la procedura del voto di fiducia. Il 29 aprile, sempre con l'appoggio dei missini e con pochi voti di scarto (128 sì e 110 no), il governo Tambroni ottenne la fiducia del Senato. Anche in questo caso il PDI non concesse la fiducia a Tambroni.
Il 16 maggio al primo consiglio nazionale dopo la riunificazione, la minoranza del riunito partito dà vita al Partito monarchico italiano. La scissione è guidata dal parlamentare avellinese Emilio Patrissi, che giudica troppo appiattita agli interessi del PLI di Giovanni Malagodi l'azione del segretario nazionale Alfredo Covelli. Aderiscono al nuovo partito i parlamentari Giancarlo Alliata di Montereale e Antonio Cremisini
In seguito ai tumulti scoppiati tra la fine di giugno e l'inizio di luglio 1960 contro lo svolgimento del congresso del MSI a Genova, il governo Tambroni ebbe vita corta e fu sostituito dal terzo governo Fanfani, che il 3 agosto ottenne la fiducia al Senato, con 126 voti favorevoli, 58 contrari e 36 astenuti, tra cui i monarchici. Lo stesso atteggiamento fu tenuto alla Camera. Il governo ottenne l'astensione anche del Partito Socialista Italiano, mentre votarono contro solo il PCI e l'MSI.
Le elezioni amministrative di novembre non furono positive. Il PDI, alle provinciali, passò dal 3,1% del 1956, ottenuto dai due partiti monarchici nel loro complesso, al 2,9%. Alle comunali il risultato più significativo fu quello di Napoli: il partito, presentatosi come Stella e Corona, ottenne il 35,96%, contro il 51,76% ottenuto quattro anni prima dal solo PMP e l'1,93% del PNM.

### Il cambio di denominazione
Il 4 marzo 1961 si aprì il congresso del partito al Palazzo dei Congressi dell'Eur di Roma. Il confronto tra le correnti fu teso, tanto che vi furono anche dei tumulti. Il problema principale da affrontare fu quello del nuovo nome del movimento: s'era proposto di rinserire nella denominazione il termine "monarchico". Inoltre, gli esponenti della corrente di sinistra Rinnovamento, d'opposizione, criticarono la composizione dell'assemblea, troppo legata alle scelte dei due esponenti principali, Lauro e Covelli.
La situazione si fece più tesa la notte del 6 marzo, tanto che i delegati del partito furono espulsi dal Palazzo dei Congressi. I nomi proposti alla scelta dell'assemblea erano due: Partito Democratico Italiano di Unità Monarchica o il ritorno a Partito Nazionale Monarchico, scelta sostenuta dalla minoranza di destra. Lauro e Covelli respinsero l'idea d'usare il solo aggettivo monarchico, giacché tale scelta avrebbe allontanato un possibile accordo di governo con la Democrazia Cristiana. La diatriba degenerò in scontri tra i congressisti, che costrinsero all'intervento della forza pubblica e causarono 7 feriti.
La mozione di maggioranza, Stella e Corona, ottenne i voti dei rappresentanti di 604.587 iscritti al partito, la mozione della sinistra Rinnovamento ne ebbe 105.783, Rinascimento (di destra) 100.587 ed infine Unità Monarchica 43.506. Nel voto sulla denominazione del partito, il nome PDIUM ottenne 603.391 voti e Partito Nazionale Monarchico ne ebbe 223.007. Il numero degli iscritti al partito superava quanto ottenuto alle elezioni amministrative dell'inizio di novembre. Nella sua relazione, Alfredo Covelli chiuse nei confronti del Movimento Sociale Italiano e si disse che il partito era disponibile a un avvicinamento al Partito Liberale Italiano, escludendo qualsiasi alleanza di governo della quale avessero fatto parte il Partito Socialista Democratico Italiano e il Partito Repubblicano Italiano.
Stella e Corona ebbe diritto ai due terzi dei 105 delegati che formavano il comitato centrale.

### Il ritorno di Lauro come sindaco di Napoli e la definitiva uscita
Intanto, il 4 febbraio, Achille Lauro fu rieletto sindaco di Napoli in seguito ai risultati delle elezioni del novembre 1960. La seconda giunta Lauro durò fino al settembre 1961, quando un gruppo di dissidenti abbandonò il gruppo del PDIUM.

### Il governo Fanfani IV e l'inizio del centrosinistra
Tra il 26 e il 28 gennaio 1962 si tenne l'VIII congresso della Democrazia Cristiana: Aldo Moro, appoggiato da Fanfani, dai dorotei, dalla Base e anche dagli andreottiani, e con la sola opposizione del gruppo di Mario Scelba, ottenne la maggioranza dei voti dei delegati sulla base di una cauta apertura nei confronti del PSI, vista come necessaria di fronte alle esigenze della nuova Italia industrializzata.
Il 10 marzo la Camera votò la fiducia al nuovo governo, Fanfani IV, che poté ancora contare sull'astensione dei socialisti e che fu definito di centro-sinistra, essendo composto, oltre che dalla DC, anche da membri del PSDI e del PRI. In quest'occasione il PDIUM decise per il voto contrario, così come i liberali, oltre che i missini e i comunisti. Nel corso della discussione, Alfredo Covelli propose nuovamente al PLI la costituzione di un cartello di forze di destra. Tra il 5 e l'8 aprile 1962 si tenne il IX congresso del Partito Liberale Italiano: il segretario Giovanni Malagodi respinse l'offerta del PDIUM e invece propose un'alleanza con la DC.
Il 2 maggio s'iniziarono le votazioni per l'elezione del nuovo Presidente della Repubblica. Il PDIUM sostenne candidati di bandiera, decisi di concerto coll'MSI, per le prime quattro votazioni: il parlamentare dell'MSI Augusto De Marsanich, poi il proprio esponente Achille Lauro, e alla terza votazione lo storico Gioacchino Volpe, ancora esponente dell'MSI. Alla quarta votazione fu il turno del monarchico Orazio Condorelli, mentre dalla quinta votazione i voti andarono ad Antonio Segni, candidato della DC.
Segni fu eletto al nono scrutinio, con 443 voti, quindici in più del quorum richiesto, grazie quindi all'apporto decisivo delle destre. L'elezione di Segni non modificò però il quadro politico generale, sempre caratterizzato dalla maggioranza politica di centrosinistra.

### Le elezioni del 1963

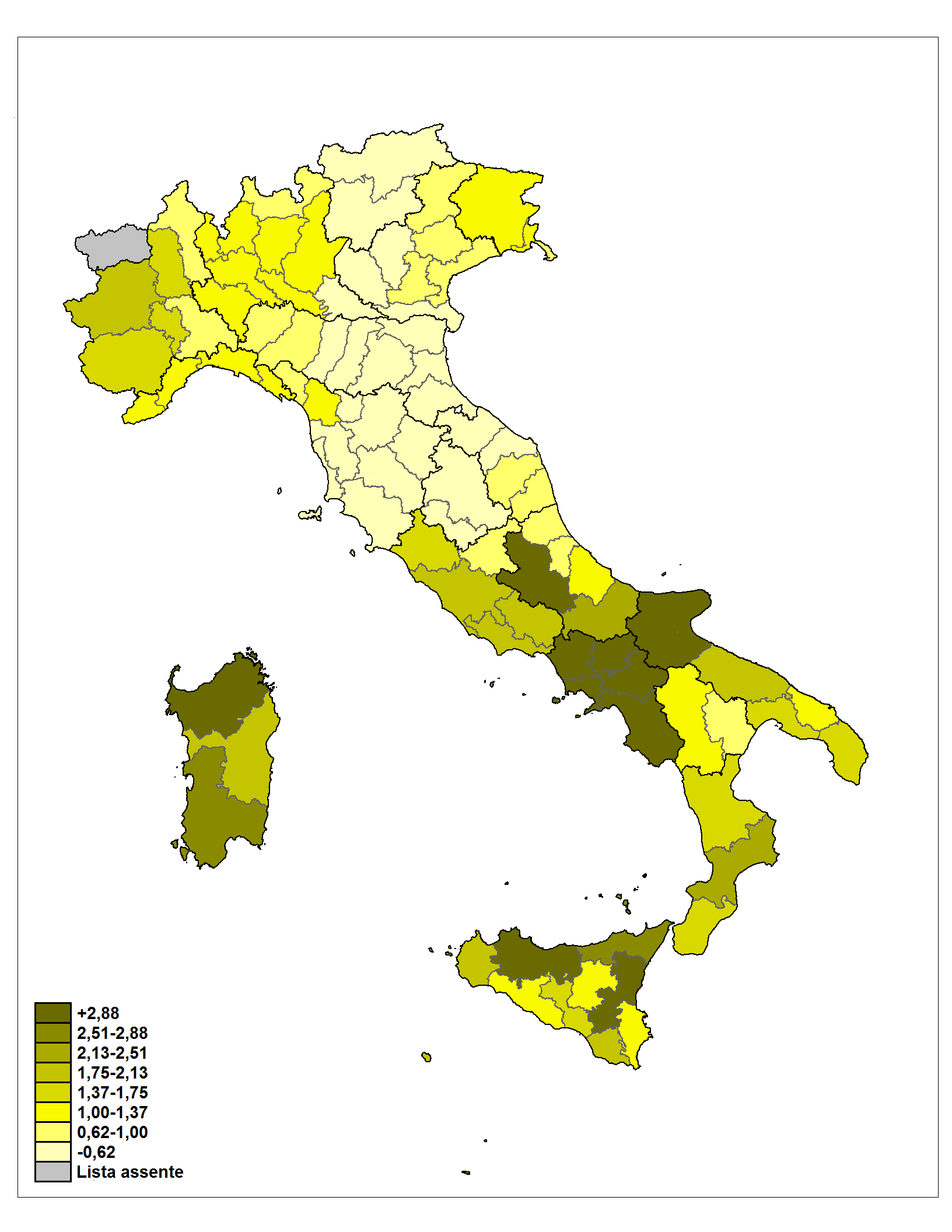
La distribuzione territoriale dei voti ottenuti dal PDIUM alle elezioni politiche del 1963, per il rinnovo della Camera dei Deputati

Le elezioni del 28 e 29 aprile 1963 segnarono una pesante sconfitta per il PDIUM, che ottenne l'1,75% alla Camera, con 8 seggi, e l'1,56% al Senato, con 2 seggi. Il calo fu evidente rispetto alle elezioni del 1958, quando i due partiti monarchici, presentatisi divisi, avevano ottenuto, quale somma dei voti, il 4,86% alla Camera (diminuzione del 3,11%) e il 5,12% al Senato (calo del 3,56%). In Piemonte, Veneto, Liguria e Sardegna, al Senato, il 
partito presentò candidati comuni col Movimento Sociale Italiano, contribuendo all'elezione di un senatore del MSI nel collegio di Sassari.
Il PDIUM ottenne, alla Camera, il 6,5% nella circoscrizione di Napoli-Caserta (dove elesse tre deputati), il 5,8% a Benevento-Avellino-Salerno (dove elesse un deputato), il 3,74% a Cagliari-Sassari-Nuoro-Oristano (1 seggio), il 3,21 a Palermo-Trapani-Agrigento-Caltanissetta (1 seggio) e il 2,41 a Catania-Messina-Siracusa-Ragusa-Enna (1 eletto). L'unico seggio non ottenuto in regioni meridionali fu quello della circoscrizione di Roma-Viterbo-Latina-Frosinone, dove il PDIUM ottenne l'1,80%. Ottenne poi il 2,42% in Molise, il 2,3% a Bari-Foggia, l'1,80% in Calabria, e l'1,68% nella circoscrizione Torino-Novara-Vercelli, senza però ottenere seggi.
Al Senato il partito ottenne un seggio in Campania (il 7,30% su base regionale: Achille Lauro fu eletto nel collegio Napoli IV, dove conquistò il 19,84% dei suffragi) e uno in Sicilia (il 3,59% su base regionale: Salvatore Ponte fu eletto nel collegio Palermo II con l'11,54%). In Calabria prese il 2,37%, il 2,05% in Puglia, poco più del 2,5% negli Abruzzi-Molise e il 2,78% nel Lazio, senza ottenere, in queste circoscrizioni, nessun seggio.
I commentatori giudicarono che i voti perduti dai monarchici si fossero riversati verso il Partito Liberale Italiano, che aveva ottenuto un grande successo elettorale, facendo appello all'elettorato conservatore e borghese, contrario alla cosiddetta apertura a sinistra (cioè all'allargamento della maggioranza parlamentare ai socialisti, coi nuovi governi di centrosinistra).

### L'astensione sul governo Leone e l'opposizione al centrosinistra
Il primo governo nato nella legislatura, il governo Leone, ottenne la fiducia alla Camera l'11 luglio e venne sostenuto dalla Democrazia Cristiana e dall'astensione di socialisti, socialdemocratici, repubblicani e monarchici. Votarono contro i comunisti, i liberali e i missini. Il governo Leone ebbe durata breve, sicché proprio per esso si coniò l'espressione giornalistica scherzosa "governo balneare", destinata a una certa fortuna.
Nel dicembre 1963 nacque il primo governo di centro-sinistra "organico", ossia con la piena partecipazione di esponenti del PSI. Il governo, guidato da Aldo Moro, ottenne la fiducia alla Camera il 17 dicembre 1963 e subì l'opposizione di liberali, missini, comunisti e, in questo caso, anche dai monarchici. Il PDIUM mantenne il voto contrario anche nei confronti del governo Moro II, nato nell'agosto del 1964, e del governo Moro III (marzo 1966), entrambi ancora sostenuti da una coalizione quadripartita di centro-sinistra.
Nel dicembre del 1964, intanto, si tennero le elezioni per il nuovo Presidente della Repubblica, necessarie per la sostituzione di Antonio Segni, dimissionario per motivi di salute. I monarchici si astennero. Alla quinta votazione i grandi elettori del PDIUM votarono per Achille Lauro e suo figlio Gioacchino. Giuseppe Saragat, del Partito Socialista Democratico Italiano, fu infine eletto al ventunesimo scrutinio, il 28 dicembre. Saragat era stato sostenuto da tutti i partiti antifascisti, tranne il PSIUP, con il voto contrario del Movimento Sociale Italiano. I monarchici si astennero.

### Il quarto congresso del PDIUM e la "grande destra"
L'11 febbraio 1967 si aprì, al Palazzo dei Congressi dell'EUR di Roma, il quarto congresso del partito. Covelli propose la creazione di una "costituente democratica e nazionale" rivolta alla creazione di una "grande destra". La proposta venne rigettata dal Partito Liberale Italiano, mentre vi fu un'apertura del Movimento Sociale Italiano, tanto che il suo segretario Arturo Michelini partecipò, come ospite, ai lavori del congresso. Due giorni dopo, a conclusione del congresso, la mozione del segretario Covelli venne approvata, anche se molti delegati, soprattutto di provenienza settentrionale, erano poco inclini a un legame col MSI. Covelli, nel suo intervento di replica, proseguì nella sua critica allo spostamento verso sinistra della Democrazia Cristiana.

### Le elezioni del 1968
Alle elezioni del 19 e 20 maggio 1968 il PDIUM confermò, grosso modo, i risultati ottenuti 5 anni prima. Alla Camera il partito ottenne l'1,30% (eleggendo 6 deputati, con un calo dello 0,45%, perdendo così due seggi), mentre al Senato il calo fu leggermente più consistente: il partito si attestò all'1,09%, confermando due seggi, ma perdendo lo 0,47%. Come nel 1963, in talune regioni (Piemonte, Veneto, Emilia-Romagna, Abruzzo e Sardegna) il PDIUM presentò candidature congiunte col MSI, senza però riuscire a contribuire all'elezione di nessun senatore.
Per la Camera il partito ottenne il 5,32% nella circoscrizione Napoli-Caserta (2 seggi), il 3,93% a Benevento-Avellino-Salerno (1 seggio), il 3,33% a Cagliari-Sassari-Nuoro-Oristano (1 seggio), il 2,42% a Palermo-Trapani-Agrigento-Caltanissetta (1 deputato eletto) e l'1,96% a Roma-Viterbo-Latina-Frosinone (1 seggio).
Al Senato i due seggi furono conquistati in Campania, dove il partito ottenne il 6,49% su base regionale: risultarono eletti Achille Lauro (collegio Napoli IV col 20,29%) e Gaetano Fiorentino (collegio Napoli III col 14,07%). Nelle altre regioni del Sud dove il partito si presentò solo, ottenne, quali risultati più significativi, il 2,83% in Sicilia e l'1,56% in Puglia. Nel Lazio superò il 2%. Il PDIUM non conquistò però seggi senatoriali in nessuna di queste regioni.

### Ancora all'opposizione
Dopo le elezioni del 1968 venne formato il governo Leone II, monocolore democristiano, che ottenne il voto contrario dei monarchici, così come dei liberali, dei missini, del PCI e del PSIUP, mentre si astennero i parlamentari del PSI-PSDI Unificati e del PRI. Lo stesso atteggiamento venne tenuto nei confronti dei tre governi Rumor successivi: il primo, nato nel dicembre dello stesso anno (e che vide anche l'appoggio esplicito del PSI), il secondo, dell'agosto 1969, e il terzo, che ottenne la fiducia nella primavera del 1970.

### Le regionali del 1970
L'8 e 9 giugno 1970 furono eletti i primi consigli delle 15 regioni a statuto ordinario. Il PDIUM si presentò in tutte le regioni, a eccezione di Umbria, Molise e Basilicata. Ottenne lo 0,72% dei voti su base nazionale, eleggendo due soli consiglieri regionali, uno in Campania, dove ottenne il 2,3%, e uno nel Lazio (dove ricevette l'1,2% dei suffragi). Nelle altre regioni, solo in Piemonte e in Puglia ottenne più dell'1% dei voti.
Nell'agosto 1970 fu varato il governo Colombo, sempre sostenuto dal centrosinistra, al quale il PDIUM continuò a negare la fiducia.
I risultati non migliorarono alle regionali del 1971 in Sicilia, dove il partito ottenne solo l'1,2%, perdendo anche i due deputati regionali eletti nel 1967.

### Scioglimento e confluenza nel MSI-DN
Il quinto congresso del partito, che si tenne a Roma tra il 25 e il 27 febbraio 1972, sancì la nascita del patto d'azione col Movimento Sociale Italiano. La minoranza di Alleanza Monarchica, composta da un gruppo di giovani aderenti al partito e guidata da uno dei quattro vicesegretari, Alfredo Lisi, uscì dal PDIUM, dopo aver pesantemente contestato l'apertura del congresso.
La mozione di maggioranza dette al Consiglio nazionale pieni poteri per definire l'accordo col MSI. Secondo il segretario Alfredo Covelli, questa scelta mirava a costruire una "grande destra", alla quale auspicava si sarebbero aggiunte anche le componenti cattoliche e liberali della società italiana, senza che ciò portasse a un tradimento dei valori ideali del PDIUM.
Fu quindi decisa un'alleanza elettorale con l'MSI per le elezioni politiche del 1972. La lista dell'MSI-DN ottenne un successo, con il 9,19% al Senato e l'8,7% alla Camera, e furono eletti anche diversi esponenti monarchici.
Il 10 luglio 1972 il Consiglio Nazionale del PDIUM deliberò ufficialmente lo scioglimento del partito e la confluenza nel Movimento Sociale Italiano, che aggiunse la denominazione "Destra Nazionale" (MSI-DN). Per mantenere un presidio schiettamente monarchico, si decise di creare un "Centro nazionale di azione monarchica".
Alfredo Covelli fu il presidente della nuova formazione politica dell'MSI-DN; il ruolo degli esponenti monarchici in quel partito, tuttavia, non fu notevole, e presto essi entrarono in contrasto con la linea politica del segretario Giorgio Almirante. Covelli e Lauro, insieme a un certo numero di dirigenti provenienti dal PDIUM, dopo l'insuccesso delle elezioni politiche del 1976 parteciparono alla fondazione di Democrazia Nazionale - Costituente di Destra nel gennaio 1977.

## Ideologia
Al momento della riunificazione, con un comunicato inviato a Umberto II, Achille Lauro e Alfredo Covelli affermarono:

## Risultati elettorali
| Elezione | Elezione | Voti    | %    | Seggi   |
| --- | -------- | ------- | ---- | ------- |
| Politiche 1963 | Camera   | 536.948 | 1,75 | 8 / 630 |
| Politiche 1963 | Senato a | 429.342 | 1,56 | 2 / 315 |
| Politiche 1968 | Camera   | 414.507 | 1,30 | 6 / 630 |
| Politiche 1968 | Senato b | 312.702 | 1,56 | 2 / 315 |
| a Sono esclusi i voti della lista MSI-PDIUM (212.381, 0,77%, 1 seggio attribuito al MSI) b Sono esclusi i voti della lista MSI-PDIUM (292.349, 1,02%, nessun seggio) |          |         |      |         |